# Geissospermum argenteum
Geissospermum argenteum är en oleanderväxtart som beskrevs av R. E. Woodson. Geissospermum argenteum ingår i släktet Geissospermum och familjen oleanderväxter. Inga underarter finns listade i Catalogue of Life.